# Норьинское (сельское поселение)
Норьинское — упразднённое муниципальное образование со статусом сельского поселения в Малопургинском районе Удмуртии Российской Федерации.
Административный центр — село Норья.
25 июня 2021 года упразднено в связи с преобразованием муниципального района в муниципальный округ.

## Географические данные
Находится в северо-западной части района, граничит:
- на севере с Иваново-Самарским сельским поселением
- на востоке с Постольским сельским поселением
- на юге с Уромским сельским поселением
- на западе и северо-западе с Можгинским, Увинским и Завьяловским районами

## История
Статус и границы сельского поселения установлены Законом Удмуртской Республики от 14 июля 2005 года № 47-РЗ «Об установлении границ муниципальных образований и наделении соответствующим статусом муниципальных образований на территории Малопургинского района Удмуртской Республики».

## Население
| 2008  | 2010  | 2012  | 2013  | 2014  | 2015  | 2016  |
| ----- | ----- | ----- | ----- | ----- | ----- | ----- |
| 1569  | ↘1472 | ↘1454 | ↗1480 | ↗1495 | ↘1493 | ↘1455 |
| 2017  | 2018  | 2019  | 2020  |       |       |       |
| ↗1456 | ↘1442 | ↘1437 | ↘1412 |       |       |       |

Из 1569 человек проживавших в 2008 году, 198 — пенсионеры и 373 — дети и молодёжь до 18 лет. 113 человек работали в бюджетной сфере и 26 человек были зарегистрированы безработными.

## Состав сельского поселения
| № | Населённый пункт | Тип населённого пункта       | Население |
| - | ---------------- | ---------------------------- | --------- |
| 1 | Горд Шунды       | деревня                      | ↘53       |
| 2 | Красный Яр       | деревня                      | ↘2        |
| 3 | Кулаево          | деревня                      | ↘218      |
| 4 | Норья            | село, административный центр | ↗744      |
| 5 | Сизяшур          | деревня                      | ↗437      |

## Инфраструктура
- Норьинская средняя общеобразовательная школа
- Кулаевская начальная школа
- три детских сада
- Участковая больница и аптека в селе Норья
- ФАП в деревне Сизяшур
- две библиотеки